# 阿部一
阿部 一（あべ はじめ、1949年 - ）は、阿部一英語総合研究所所長。元・獨協大学外国語学部、及び同大学院教授。

## 概要
20年以上に渡って獨協大学の英語教育プログラムの向上に尽くした。その間、同大学の英語入試問題の全面改訂の責任者や、新カリキュラム改訂責任者などを行い、国際交流の責任者である同大学国際交流センター長を最後に退職。その他、武蔵野美術大学、立正大学などでも教鞭を取った。NHKラジオ第2放送の「基礎英語3」(1994～96年) の講師も務めた。
文部科学省をはじめ、英検や各都道府県の教育委員会・教育センターなどで、日本人教師や外国人講師に150回以上の講演会、研修会、ワークショップなどを行っている。
2005年より阿部一英語総合研究所（英総研）所長。最新理論に基づいた“分かりやすく使いやすい”各種の指導テクニックの研修会を行っている。現在、理論と実践の橋渡しに関心があり、使いやすく実践的で効率的な教材作りや、後進の指導に当たっている。

## 略歴
- 都留文科大学文学部英文学科卒業
- 米国・テンプル大学大学院修了
- アイオワ州立大学大学院修了
- 専攻は応用言語学（特に、語彙意味論や文法論）

## 著書
- 『英語感覚が身につく実践的指導 コアとチャンクの活用法』（共著／大修館書店／2006年）
- 『Active Communicator - Improving English through Cultural Interaction』（共著／三修社／2006年）
- 『ダイナミック英文法―生きた英語を使いこなすコツと感覚』（研究社／1998年）
- 『基本英単語の意味とイメージ』（研究社／1993年）
- 『コーパス口頭英作文』（共著／DHC／2007年）
- 『英語冠詞コーパス辞典』（研究社／2007年）